# توني سميث (رسام)
توني سميث (بالإنجليزية: Tony Smith)‏ هو فنان ورسام أمريكي، ولد في 23 سبتمبر 1912 في أورانج الجنوبية ‏ في الولايات المتحدة، وتوفي في 26 ديسمبر 1980 في نيويورك في الولايات المتحدة بسبب نوبة قلبية.

## وصلات خارجية
- توني سميث على موقع الموسوعة البريطانية (الإنجليزية)